# Пасхалій II
Пасхалій ІІ (лат. Paschalius; ? — 21 січня 1118, Рим, Папська держава) — сто п'ятдесят дев'ятий папа Римський (13 жовтня 1099—21 січня 1118), народився у Романьї в Італії. Під час довгої боротьби з приводу інвеститури здебільшого притримувався політики Григорія VII.
У 1104 році Пасхалій II досяг успіху, підбуривши другого сина імператора повстати проти його батька, проте згодом зрозумів, що імператор Священної Римської імперії Генріх V є навіть більшим противником папи у питанні про інвеституру ніж імператор Генріх IV.
Коли Генріх V з військом вторгся до Італії, папа пообіцяв коронувати його імператором та повернути йому всі церковні землі та власність, які належали імперії у часи Карла Великого. Натомість імператор зобов'язався відмовитись від інвеститури. Проте, коронація не відбулась, оскільки римляни повстали проти Генріха V, який утік захопивши з собою Пасхалія II.
Після 2 місяців ув'язнення папа пообіцяв Генріху V інвеституру та коронував його імператором. Пізніше, рішення Пасхалія II були скасовані як такі, що прийняті під примусом, у 1111 році імператора було відлучено від церкви.
15 лютого 1113 Пасхалій II своєю буллою Pie postulatio voluntatis офіційно визнав Орден Госпітальєрів, схвалив їхній статут та взяв під своє заступництво.